# موسکلینه
موسکلینه (به ایتالیایی: Muscoline) یک کومونه در ایتالیا است که در استان برشا واقع شده‌است. موسکلینه ۱۰ کیلومتر مربع مساحت و ۲٬۵۹۲ نفر جمعیت دارد و ۲۷۲ متر بالاتر از سطح دریا واقع شده‌است.